# Степанос Лехаци
Степано́с Лехаци́ (то есть Польский, арм. Ստեփանոս Լեհացի; также Лвовци́, или Иловаци́, то есть Льво́вский; дата рожд. неизв., Львов — 1689, Эчмиадзин) — армянский философ

, богослов, художник и переводчик XVII века. Один из виднейших представителей армянской философской школы своего времени, автор объёмного философского словаря «Лексикон» и многочисленных переводов жемчужин мировой литературы (в том числе и Корана) на армянский язык.

## Биография
Родился в богатой армянской семье во Львове, предположительно в начале XVII века. Образование, причём довольно солидное для своего времени, получил в родном городе. Владел латынью и польским. С раннего детства увлёкся философией. В 1630-х годах покинул родные края и перебрался в Эчмиадзин, где провёл оставшуюся часть жизни. По одним данным этот переезд был связан с попытками польской католической церкви насильственно окатоличить местных армян, по другим — Степанос желал продолжить образование и улучшить свой армянский. Здесь он обучается у прославленного вардапета, философа и грамматика Симеона Джугаеци. Католикос Филипос I (1632—1655), впечатлённый его способностями и характером, лично рукоположил его в священники. После окончания обучения, начал преподавать в Эчмиадзине, сам получил титул вардапета. Посвятив себя философской и переводческой деятельности, получил широкую известность. Современники называли его «великим оратором», «искусным переводчиком» и «непобедимым философом». Важнейшие переводы Степаноса перечисляет Аракел Даврижеци в своей «Книге историй», где также содержатся биографические сведения о нём. После смерти католикоса Акопа IV (1655—1680), стал местоблюстителем католикосского престола, до выбора нового католикоса Егиазара I в 1682 году. Умер в 1689 в Эчмиадзине, был похоронен во дворе монастыря Рипсимэ, где до сих пор сохранилась его могильная плита.

## Переводческая деятельность

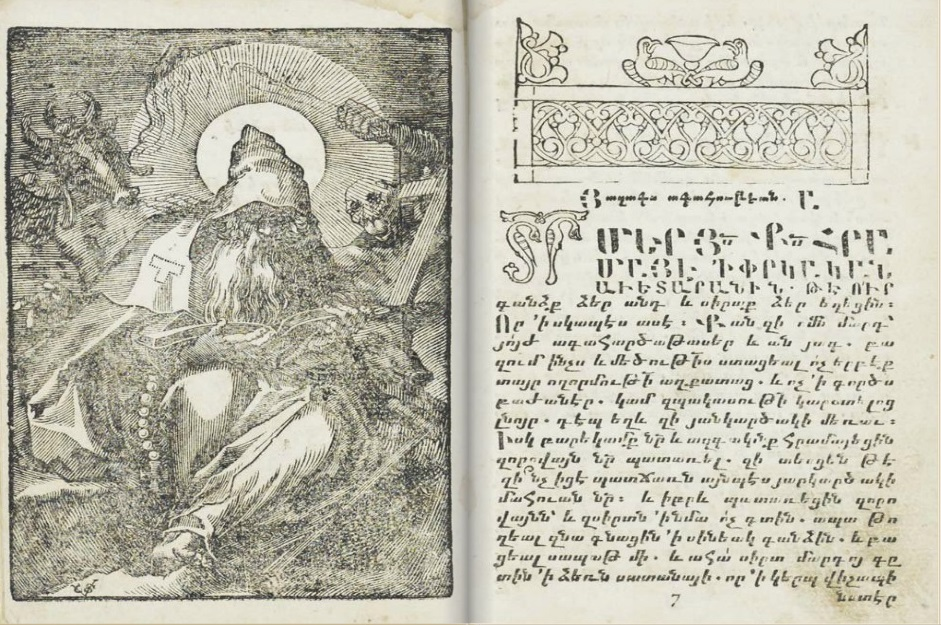
Страница из «Великого зерцала». Второе издание, 1702 год

Степанос Лехаци, пожалуй, является наиболее плодотворным из армянских переводчиков XVII века. Ему приписывают ряд переводов исторических, философских и богословских трудов с польского и латинского на армянский язык. Первым достоверно известным и точно датированным переводом является «Великое зерцало» , переведённое с польского языка в 1651 году. Перевод Лехаци был опубликован уже при его жизни, в 1685 году в Венеции. В 1660 году перевёл с латинского «Иудейскую войну» Иосифа Флавия. Примерно в том же году закончил перевод «Книги причин» Прокла, которая стала использоваться в армянских школах в качестве учебника по философии. Авторству Лехаци принадлежат также переводы ряда трудов Псевдо-Дионисия, а также толкований Максима Исповедника этих трудов (1662 год). В 1668 году перевёл «Краткое изложение о душе» Иоанна Английского. Наилучшим и важнейшим переводом Лехаци стала «Метафизика» Аристотеля (с латинского, 1675 год), которая до этого была переведена с греческого оригинала только на латинский и арабский. После перевода он написал два разных толкований к «Метафизике». Ему иногда приписывают перевод и другого трактата Аристотеля — «О душе».
В 1680 закончил перевод Корана с латинского языка. Этот перевод был издан в 1862 году в Тифлисе. По сути это был первый полноценный (всех 114 сур) перевод Корана на армянский (до этого были переведены лишь отдельные фрагменты, в том числе и с арабского оригинала).

## Философские взгляды
Написал ряд философских трудов, которые, наряду с работами Симеона Джугаеци, представляют философию феодальных слоёв армянского общества XVII века. Наиважнейшим из его философских трудов является терминологический словарь «Лексикон», в котором и отражены его воззрения. В словаре даны определения 216 философским и богословским терминам. В переводе «Метафизики» Степанос в основном соглашается с Аристотелем, приемлет его философские положения, и не вступает в полемику, однако в своих комментариях проявляет самостоятельное мышление, в ряде случаев замечает, что Аристотель противоречит самому себе.
Мир в его трудах существует по трём законам — «естественным», «вечным» и «человеческим», причём первые две — постоянны, а «человеческие» законы со временем меняются. Ведущим признаком природы считает самодвижение. При этом природа у него первична по отношению к человеку, но вторична по отношению к богу. В познании мира отводил основную роль рассудку, ибо он проникает в сущность явлений, тогда как чувственное восприятие схватывает только внешнее, частное и случайное. Основное же условие для познания видит в противоречиях (напр. «зло» познаётся через «добро»). Такие противоречия для него реальны — это не противоречия в мыслях, а присущи объективно существующим вещам. Возникновение нового и уничтожение старого объясняет именно борьбой таких противоречий. При этом противоречие не исчезает, а лишь изменяется. Таким образом, идеи о внутрепресущем движении каждой вещи, об источниках возникновения в самих вещах, выступают у Степаноса как различные стороны единого диалектического процесса становления и уничтожения вещей.
Считает человека добрым по природе, а зло для него всего лишь случайное проявление человеческих действий. Свобода воли человека отождествляет со свободой совершать добро; иметь возможность творить зло — не есть свобода воли. «Прекрасное» в его определении есть то, что приносит наслаждение, а «Искусством» называл только то, что учит добру и творит добро; в противном случае оно не может являться искусством. Делил искусства на два вида — свободные и служебные. «Истина», согласно ему, присуща и Богу и человеку, но стремится к Богу и является одной из его ипостасей. Она не есть нечто реальное, но реальные вещи могут стать Истиной или подтвердить её.

## Живописное творчество

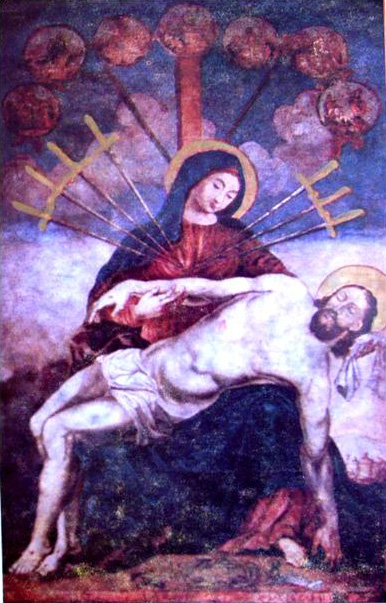
Картина «Семь ран Богоматери»

Некоторые исследователи считают, что Степанос Лехаци был также искусным художником. Ему, в частности, приписывают авторство дошедших до нас восьми картин, а также некоторых иллюстраций Эчмиадзинского кафедрального собора и его колокольни. Такого мнение основано на сообщении О. Шаххатунянца, который называет Степаноса Лехаци автором портретов апостолов в скинии Иоанна Крестителя Эчмиадзинского собора и картины «Недоверчивость Фомы». Утверждение Шаххатунянца поддержали и более поздние исследователи. Например, Н. Акинян считает что Лехаци скорее всего получил образование художника уже во Львове. Е. Мартикян приписывает кисти Степаноса Лехаци известную картину «Семь ран Богоматери». Современные исследователи однако с подозрением относятся к утверждению Шаххатунянца. Аракел Даврижеци, перечисливая все заслуги Степаноса и всячески восхваляя его, ничего не сообщает о его деятельности в качестве художника. В надписях Эчмиадзинского собора упоминаются имена художников-иллюстраторов, но имени Степаноса Лехаци среди них нет. А. Аракелян, подробно изучивший картину «Семь ран Богоматери», считает, что нет каких-либо оснований считать Степаноса её автором. М. Газарян полагает, что Лехаци, возможно, не писал упомянутые картины лично, а только возглавлял работы по украшению собора. В любом случае, судя по авторским рукописям Лехаци, он был искусным каллиграфом и отлично владел искусством украшения рукописей (орнаментикой).
Комментарии
1. ↑  Иоанн Английский (Джон де Суинфорд Англус) — доминиканский монах и богослов XIV века. В 1330-х годах занимался проповедничеством в Армении, его сочинения получили широкое распространение в армянских церковных кругах, в том числе и среди антикатолически настроенного духовенства.
2. ↑  Ованнес Шаххатунянц (арм. Հովհաննես Շահխաթունյանց; 20.5.1799, с. Шахрияр — 1.3.1849, там же) — армянский священник, историк и филолог.

Цитаты
1. ↑  «Всякое тело имеет присущее себе естественное движение.»
2. ↑  «Причина сущих — значение Бога, причина же знания человека — сами сущие.»
3. ↑  «Всякое возникновение происходит в результате противоречий и всякое единство, находящееся в противоречиях, по необходимости уничтожается.»
4. ↑  «Всякое возникновение и уничтожение происходит благодаря тому, что имеет место переход от одного противоречия к другому противоречию.»
5. ↑  «Искусство, создающее творение духовное, называется искусством свободным, а то искусство, которое занимается созданием телесных вещей, называется служебным.»
6. ↑  «В знании Бога, Истина первична и определённа, в нашем знании она вторична и определённа, в вещах же — вторична и неопределённа. Истина вечна только в одном Боге, ибо только одно божественное знание вечно.»
7. ↑  «Каково бытие, такова и истина, бытие вещи есть основа истины.»

## Основная литература
- Аракел Даврижеци. Книга историй / Л. Ханларян. — М.: «Наука», 1978.
- Степанос Лехаци = Ստեփանոս Լեհացի // Энциклопедия «Христианская Армения». — Ереван, 2002. — С. 925—926. Архивировано 1 октября 2015 года.
- Г. Григорян. Философский словарь Степаноса Лехаци // Историко-филологический журнал АН АрмССР. — 1975. — № 2. — С. 133—145.
- К. Тер-Давтян. «Великое зерцало» и армянская переводная художественная проза XVII—XVIII вв // Историко-филологический журнал АН АрмССР. — 1987. — № 3. — С. 119—131.
- В. Чалоян. К вопросу об оценке феодального направления армянской философии XVII-XVIII вв // Историко-филологический журнал АН АрмССР. — 1958. — № 1. — С. 135—153.